# Девет година
„Девет година” је осми албум Бубе Мирановић, издат 2000. године. 

## Списак песама
1. Црни петак 
(С. Симеуновић - В. Петковић - З. Тимотић)
2. Црна коса 
(С. Симеуновић - С. Симеуновић - З. Тимотић)
3. Нема више љубави 
(Дреам теам - З. Тимотић)
4. Твоји ми те не дају 
(С. Симеуновић - С. Симеуновић - З. Тимотић)
5. Три лета, три зиме 
(З. Тимотић - В. Петковић - З. Тимотић)
6. Девет година 
(З. Тимотић - В. Петковић - З. Тимотић)
7. Ја не клечим, ја не молим 
(С. Симеуновић - С. Симеуновић - З. Тимотић)
8. Мало ти, мало ја 
(С. Симеуновић - С. Симеуновић - З. Тимотић)
9. И планине и долине 
(С. Симеуновић - С. Симеуновић - З. Тимотић)
10. Тихо као мачка 
(С. Симеуновић - С. Симеуновић - З. Тимотић)